# Zoološki vrt u Kabulu
Zoološki vrt u Kabulu nalazi se u afganistanskom gradu Kabulu, odnosno na nasipu rijeke Kabul. Direktor zoološkog vrta je Aziz Gul Saqeb.

## Povijest
Osnovan je 1967. godine kao institucija koja je bila usredotočena na afganistansku faunu. U to vrijeme uživao je veliku popularnost među posjetiteljima i novinarima. Tada je imao oko 500 životinjskih vrsta s oko 150 000 godišnjih posjeta (1972.).
Tijekom afganistanskog građanskog rata 1990-tih godine zoološki vrt pretrpio je značajne gubitke jer je bio bombardiran iz zraka, a kopnena vojska ubijala je životinje kako bi se prehranila. Slon Hathi koji je u to vrijeme imao 25 godina ubijen je u bombaškom napadu, dok su neke rijetke i egzotične životinjske i biljne vrste prodane na crnom tržištu. Talibani su nakon osvajanja Kabula 1996. godine željeli ukinuti zoološki vrt pod premisom da se isti ne uklapa u islamska učenja, ali ih je Sheraq Omar, imače čuvar zoološkog vrta, uvjerio kako je i sam prorok Muhamed imao kućne ljubimce i životinje te su zbog toga odlučili ostaviti vrt.
Najpoznatija životinja zoo vrta je lav "Marjan" koji je uginuo 2002. godine. Pokopan je unutar zoološkog vrta te je u njegovu čast izrađen brončani statut koji danas stoji na ulazu u vrt. 
2010. godine zoološki vrt imao je 280 životinjskih vrsta (od toga je bilo 45 vrsta ptica, 36 vrsta riba). Vrt je imao dva lava te "Khanzira", jedinu afganistansku svinju. Khanzir je kineska svinja za koju se smatra da je jedina svinja u dominantnom islamskom Afganistanu u kojem se uzgoj stoke ne prakticira. Procjenjuje se da zoološki vrt posjeti oko 10 000 ljudi tjedno, a broji oko 60 zaposlenika.
Godišnji budžet zoološkog vrta je oko 268 000 američkih dolara (procjena iz 2012. U travnju 2017. godine zoo vrt je pod svoju skrb uzeo četiri bijela lava koja su oduzetima krijumčarima životinja.

## Donacije i pomoć
Kineska vlada je najvažniji donator životinja te je tijekom 2004. i 2005. godine izrazila zabrinutost za sigurnosti i uvjete u kojima životinje žive. Tih godina unutar zoo vrta umrli su medvjed i jelen, a navodni razlog bila je bolest i nepravilna prehrana. Kineska vlada rekla je kako neće više donirati životinje ako se stanje unutar vrta ne popravi.
Zoološki vrt u Sjevernoj Karolini financirao je i nadgledao mnoge projekte (popravci na skloništima za životinje, izrada visinskih objekata, izrada barijera) te su također sudjelovali i pomogli oko poslovnog plana zoo vrta.